# Mucor troglophilus
Mucor troglophilus är en svampart som beskrevs av Zalar 1997. Mucor troglophilus ingår i släktet Mucor och familjen Mucoraceae.   Inga underarter finns listade i Catalogue of Life.